# يان فرازير (عسكري)
يان فرازير هو عسكري كندي، ولد في 1932.